# Побуна на броду Баунти
Побуна на броду Баунти десила се у јужном Пацифику 28. априла 1789. Незадовољна посада, на челу са замеником-поручником Флечером Кристјаном, преузели су контролу над бродом од свог поручника Вилијама Блаја и оставили њега и још 18 лојалиста у чамцу на отвореном мору. Побуњеници су се населили на Тахитију или на острву Питкерн. Блај је у међувремену у чамцу завршио путовање од више од 6.500 km (3.500 nmi) пре него што је стигао на сигурно и започео процес привођења побуњеника пред лице правде.
Брод Краљевске морнарице ХМС Баунти је напустио Енглеску 1787. године на мисији да сакупља и транспортује биљке са Тахита до Западних Индија. Петомесечни период на Тахитију, током којег су многи мушкарци живели на обали и успоставили односе са домородачким Полинежанима, је нанео штету дисциплини. Односи између Блаја и његове посаде погоршали су се након што је почео да доноси све теже казне, критике и злостављања, а посебна мета је био Кристијан. После три недеље назад на мору, Кристијан и други су присилили Блаја да напусти брод. Двадесет и пет мушкараца је остало на броду после, укључујући и лојалисте који су се држани против своје воље и друге за које није било места у чамцу.
Након што је Блај стигао у Енглеску у априлу 1790. године, Адмиралитет је послао ХМС Пандору да ухапси побуњенике. Четрнаест је заробљено у Тахитију и заточено на Пандори, а потом су безуспешно тражили Кристијанову групу која се сакрила на острву Питкерн. Након окретања према Енглеској, Пандора се насукала на Велики корални гребен, са губитком 31 члана посаде и четири затвореника са Баунтија. 10 преживелих заточеника стигло је до Енглеске у јуну 1792. године и били су изведени на војни суд; четворица су ослобођена, тројица су били помилована, а тројица су обешена.
Кристијанова група остала је неоткривена на Питкерну све до 1808. године, до када је само један побуњеник, Џон Адамс, остао жив. Готово сви побуњеници из његове групе, укључујући и Кристијана, су убијени у међусобним обрачунима или у сукобима са својим полинезијским сапутницима. Против Адамса није предузета никаква акција; потомци побуњеника и њихових тахићанских супруга живе на Питкерну и у 21. веку. Опште прихваћено гледиште да је Блај био окрутан човек, а Кристијан трагична жртва околности, како је приказано у филмовима, је оспорено од историчара крајем 20. и почетком 21. века.

## Ток догађаја
Након губитка северноамеричких колонија, након што су Сједињене Америчке Државе прогласиле независност, Великој Британији недостајало је житарица. Оне су биле основна храна за робове који су радили на плантажама шећерне трске на Јамајци. Брод ХМС Баунти са 46 чланова посаде послан је са задатком да набави неке намирнице као замену. Упутили су се ка Тахитију јер се Блајх, који је већ имао знатно искуство стечено под командом Џејмса Кука, добро сналазио у тим водама. У овом подручју успевало је хлебно дрво. Џозеф Бенкс, предсједник Краљевског друштва, сматрао га је погодним да замени житарице.

### Баунти стиже на Тахити
Због недостатка финансија, брод је имао премалу посаду, а није било ни војника који би одржавали дисциплину. Након напорног 10-мјесечног путовања Баунти је доспео на Тахити, гдје су их домороци срдачно дочекали. Морнари су се опијали и ступили у љубавне везе са женама на острву. Дисциплина је убрзо била јако нарушена; изобиље и безбрижност учинили су своје. Посада се задржала овде око 5 мјесеци.

### Напуштање Тахитија и побуна
Баунти, натоварен с око 1000 младица хлебног дрвета, напустио је Тахити 4. априла 1789. Четири дана пре него што је избила побуна дошло је до свађе између поручника Блаја и официра Флечера Кристијана. Повод свађе био је недостатак опреме и алата. Увече, дан пре него што ће избити побуна, Блај је оптужио Флечера да је украо залихе. Следећег дана, 28. априла, Флечер је са тројицом морнара доша у Блајеву кабину и ухапсио га. Блај и њему 18 оданих морнара присиљени су напустити брод. Укрцани у спасилачки чамац, са нешто намирница, опремљени само квадрантом и џепним сатом, без карте или компаса, упућени су практично у сигурну смрт. Захваљујући Блајовим наутичким способностима, након 2 месеца и препловљених 6000 km су успели стићи до острва Тимора. Кад је стигао у Лондон, Блај је слављен као јунак. Пријавио је побуну Адмиралитету 15. марта 1790. године, 11 месеци након дана побуне.
Побуњеници су се потом поделили и населили Тахити или Питкерн где су спалили Баунти како би избегли откривање и спријечили напуштање острва.
Британска влада је послала брод ХМС Пандору да ухвати побуњенике. Пандора је 23. марта 1791. године стигла на Тахити где су одмах ухваћена четворица побуњеника са Баунтија, и још десеторица у року од неколико седмица. Њих четрнаесторица су били заточени у импровизованој ћелији на палуби Пандоре. На повратку Пандора се насукала на Великом коралном гребену 29. августа 1791. године, с губитком од 31 члана посаде и четири затвореника. Преживелих десет затвореника су на крају враћени у Енглеску и суђено им је на на поморском суду.
Потомци неких од побуњеника још увек живе на Питкерну.

## Мишљење историчара
Према немачком историчару Јану Виту, Блај је био тај који је провоцирао побуне. Недуго након што се спасио опет постаје капетан. Опет се дешавају побуне на другим бродовима, које су обично предводили његови официри. Исто се поновило кад је постао гувернер у Аустралији.